# M82 X-1
M82 X-1 est une source X ultralumineuse située dans la galaxie M82. Elle émerge possiblement d'un trou noir intermédiaire d'une masse d'environ 400 fois celle du Soleil.